# Việt Nam Nhân xã Cách mạng Đảng
Việt Nam Nhân xã Cách mạng Đảng (gọi tắt là Nhân xã Đảng hay Đảng Nhân xã) là một chính đảng tồn tại và hoạt động tại Việt Nam Cộng hòa từ năm 1965 đến tháng 4 năm 1975 do một số chính khách Công giáo từng có liên hệ với Đảng Cần lao Nhân vị sáng lập.

## Lịch sử
Sau sự kiện anh em Tổng thống Ngô Đình Diệm và Ngô Đình Nhu bị ám sát, chính thể Đệ Nhất Cộng hòa cáo chung và Đảng Cần lao Nhân vị bị buộc giải thể, vào năm 1965, giáo sư Trương Công Cừu (vốn là cựu đảng viên Cần lao Nhân vị Cách mạng Đảng) tuyên bố khôi phục tổ chức nhưng thay đổi tên gọi cùng cương lĩnh hoạt động. Nhưng thực trạng không có gì hứa hẹn, vì những nhược điểm vẫn còn nguyên vẹn như xưa. Đảng không phát triển được vì thiếu chính trị gia tài năng, thiếu triết thuyết dân tộc, thiếu cán bộ, thiếu phương tiện, thiếu huấn luyện. Việt Nam Nhân xã Cách mạng Đảng được cấp phép hoạt động vào tháng 10 năm 1967 và tồn tại cho đến năm 1975.
Buộc phải dựa vào uy tín sẵn có của Cần lao Nhân vị Cách mạng Đảng, tổ chức Đảng Nhân xã được gây dựng và củng cố từ cấp trung ương đến cơ sở, hoạt động mạnh ở một số tỉnh Trung Bộ như Thừa Thiên Huế, Quảng Ngãi, Quảng Nam... Đến năm 1969, Đảng Nhân xã giành được 40 ghế (~ 2/3 tổng số) trong Thượng nghị viện Đệ Nhị Cộng hòa. Tháng 5 năm 1969, Đảng Nhân xã cùng năm chính đảng khác thành lập Mặt trận Quốc gia Dân chủ Xã hội do Tổng thống Nguyễn Văn Thiệu đứng tên Chủ tịch.
Kỳ đại hội Đảng ngày 30 tháng 5 năm 1970, nội bộ Đảng Nhân xã phân hóa thành hai phe: Phe chủ chiến (nêu cao tinh thần bài trừ Bắc Việt và Mặt trận Dân tộc Giải phóng, ủng hộ Tổng thống Nguyễn Văn Thiệu), phe hòa giải (nêu cao quyết tâm hòa hợp dân tộc thông qua thương lượng, ủng hộ Đại tướng Dương Văn Minh).

### Tổ chức thành viên
- Cộng hòa Đại chúng Chánh đảng
- Lực lượng Nhân dân Kiến quốc
- Phong trào Ngô Quang Phục
- Lực lượng Đại đoàn kết
- Liên danh Ba Bông Huệ

### Một số nhân vật ưu tú
- Trương Công Cừu: Chủ tịch
- Trần Chánh Thành